# St.-Thomas-Kirche (Berlin)

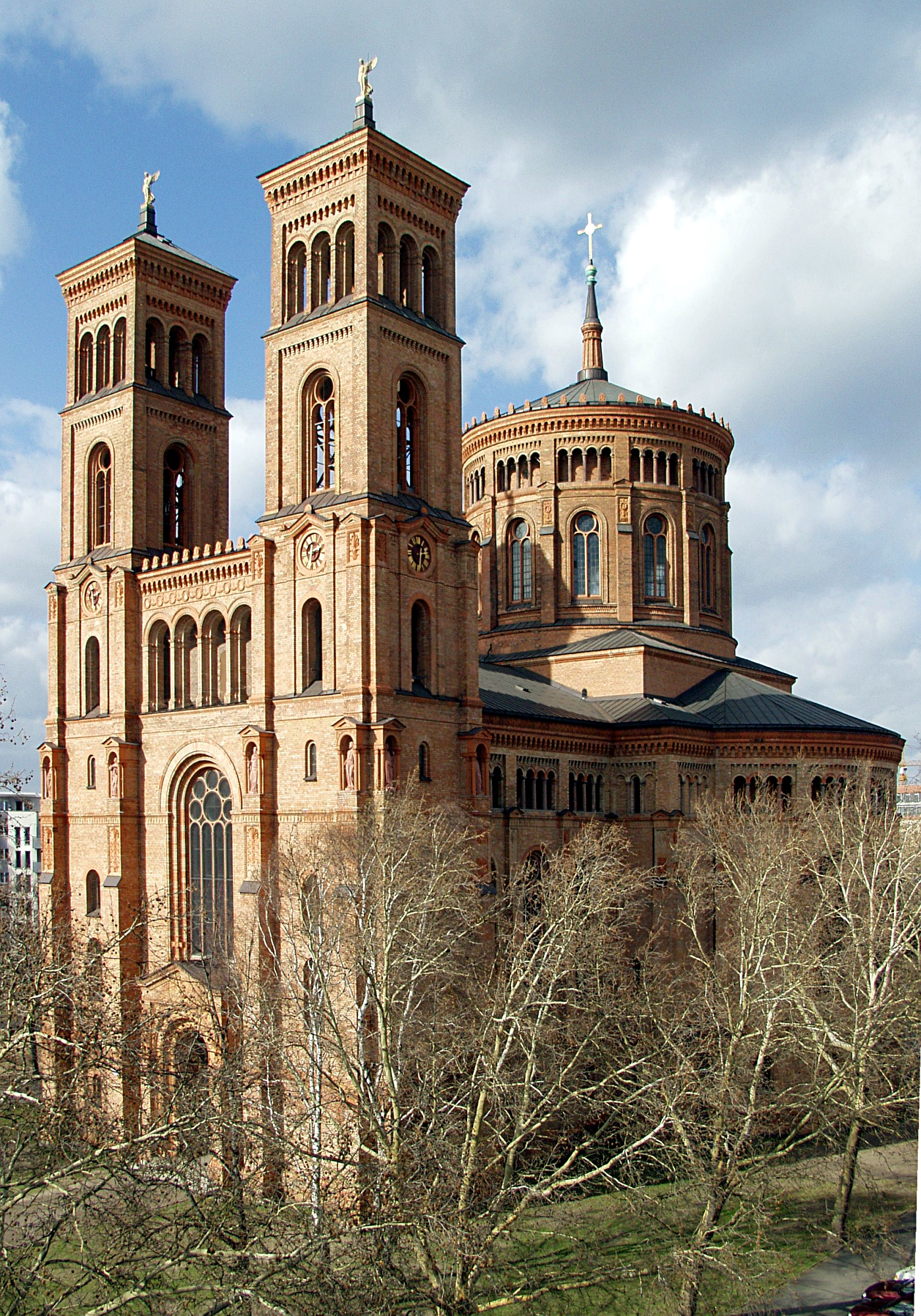
St.-Thomas-Kirche von Süden

Die St.-Thomas-Kirche (auch Thomaskirche) der Evangelischen Kirchengemeinde St. Thomas am Mariannenplatz ist ein neuromanischer Kirchenbau in Berlin-Kreuzberg. Sie gehört zum Kirchenkreis Berlin Stadtmitte.
St. Thomas war zum Zeitpunkt der Erbauung 1869 der geografische Mittelpunkt der dicht besiedelten Luisenstadt Berlins. Mit rund 3000 Plätzen wurde sie für mehrere Jahrzehnte der größte Sakralbau Berlins und die St.-Thomas-Gemeinde mit etwa 150.000 Mitgliedern eine der größten evangelischen Gemeinden der Welt.
Der Name St. Thomas bezieht sich auf den Apostel Thomas.

## Geschichte

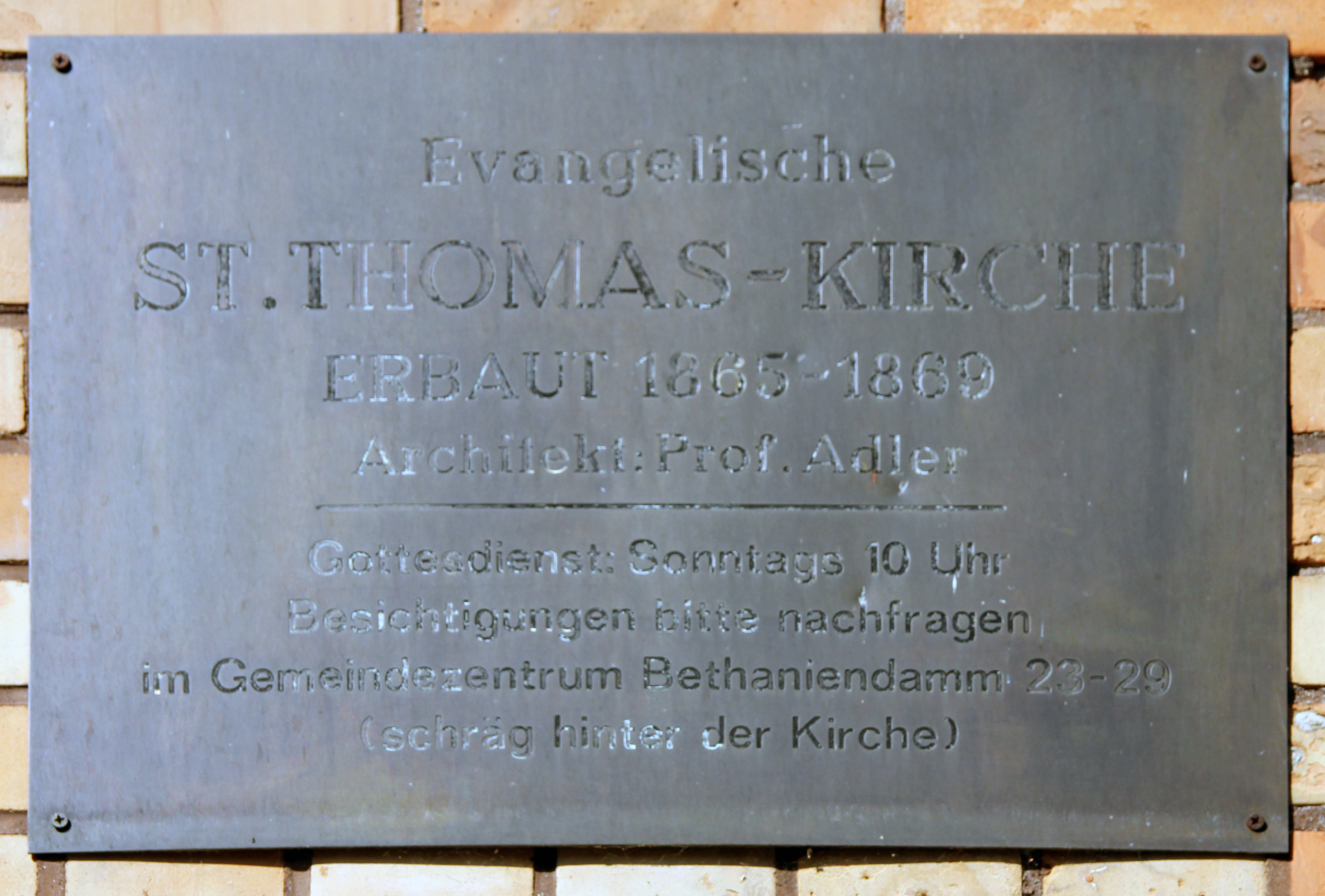
Tafel am Haupteingang

Die Thomaskirche wurde zwischen 1865 und 1869 durch den Architekten Friedrich Adler, einen Schüler Friedrich August Stülers, im Auftrag der Berliner Stadtverwaltung errichtet. Für den Architekten stellte der Bau, der ihn deutschlandweit bekannt machte, den Durchbruch für seine Karriere dar.
Während des Zweiten Weltkriegs wurden bei einem alliierten Luftangriff am 22. November 1942 die Chorfenster und die östliche Empore der Kirche zerstört. Die Ausstattung ging während des Krieges und in den ersten Nachkriegsjahren vollständig verloren. Der Wiederaufbau erfolgte zwischen 1956 und 1963 durch Werner Retzlaff und Ludolf von Walthausen. Die Fassade wurde dabei nach historischen Vorlagen rekonstruiert, der Innenraum erfuhr dagegen einige Veränderungen.
Nachdem die Kirche 1985 wegen Asbestverseuchung und 1998 wegen einer erneuten Sanierung der Fassade geschlossen werden musste, ist das Gotteshaus seit 1999 wieder geöffnet.
Am 21. Dezember 2019 feierte die Gemeinde die 150. Wiederkehr der Eröffnung der Kirche (21. Dezember 1869) mit einem Festgottesdienst. Gastprediger war Bischof Christian Stäblein. Eine Ausstellung im Innenraum stellt die Thomaskirche im Wandel der Zeit dar. Unter dem Motto „Eins.Getrennt.Vereint“ wird gleichzeitig an 30 Jahre der Maueröffnung erinnert.
Seit Anfang 2023 stellt der Evangelische Kirchenkreis Berlin Stadtmitte die Kirche der Letzten Generation für Gruppentreffen, Ankündigungen und Pressekonferenzen zur Verfügung. Bereits seit 2021 wird das Kirchengebäude auch wiederholt für profane Musikveranstaltungen genutzt.

## Kirchengemeinde

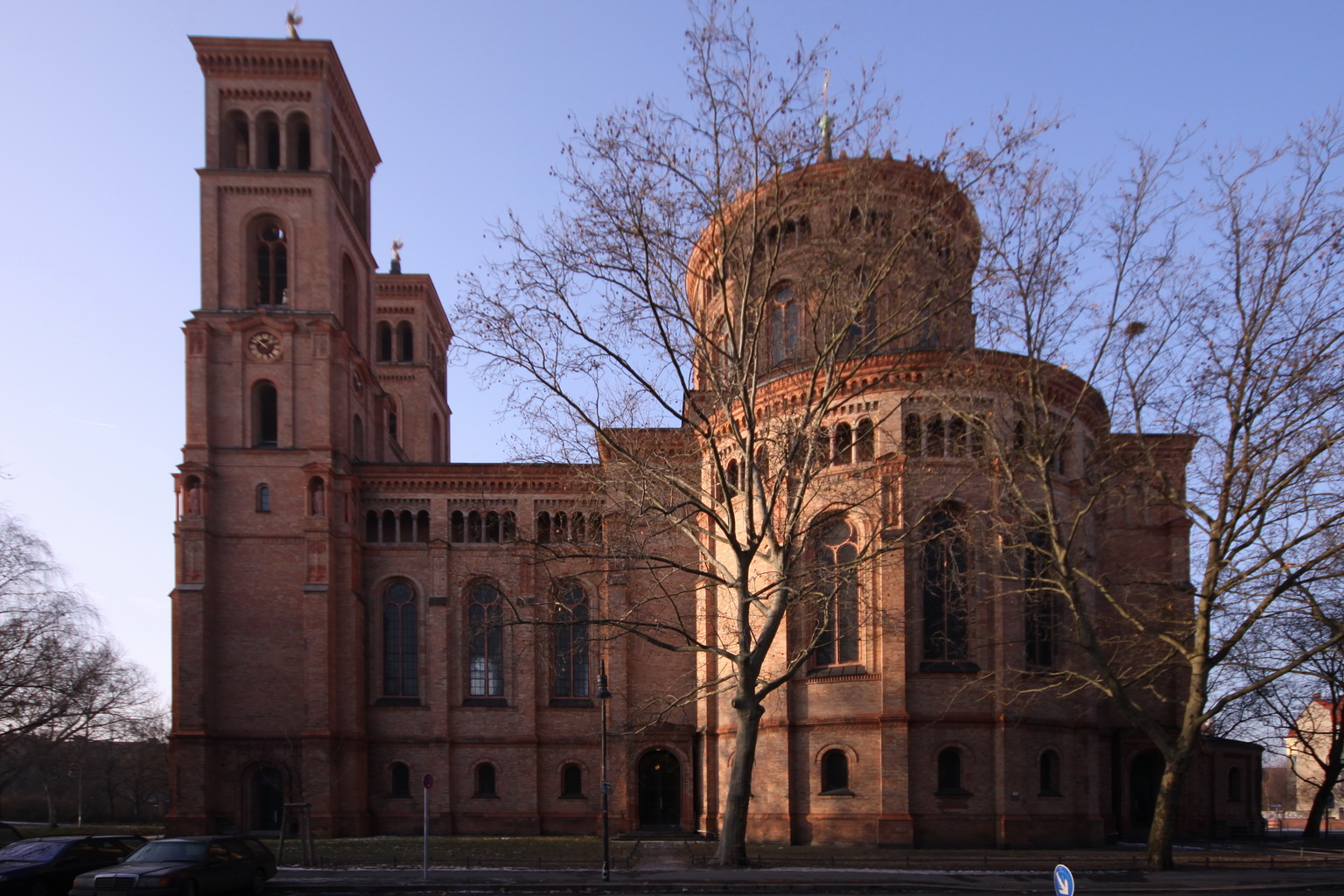
Von Ost: Langhaus mit 3 Fenstern

Die Kirchengemeinde von St. Thomas hatte bis zur Abtrennung der um den Görlitzer Bahnhof herum neu gebildeten Emmaus-Gemeinde 1887 etwa 150.000 Gemeindeglieder und war damit eine der größten Gemeinden weltweit.
Durch den Bau der Berliner Mauer 1961 wurde die Gemeinde geteilt und lag darüber hinaus nicht mehr im Zentrum der Stadt, sondern am Stadtrand von West-Berlin. Die schwierigen sozialen Verhältnisse in Kreuzberg wirkten sich auch auf die Gemeinde aus, die bei den Hausbesetzungen in den 1980er Jahren eine aktive Rolle spielte.
Im Jahr 2006 hatte die Gemeinde rund 1800, im Jahr 2019 rund 1500 Mitglieder.
Die Kirchengemeinde St. Thomas bestand rechtlich selbstständig bis Ende 2021 und ist seit dem 1. Januar 2022 der Evangelischen Kirchengemeinde Kreuzberg angegliedert.
Seit April 2023 ist die Ukrainisch-Orthodoxe Gemeinde (Ökumenisches Patriarchat) in der Kirche Gastgemeinde.

## Bauwerk

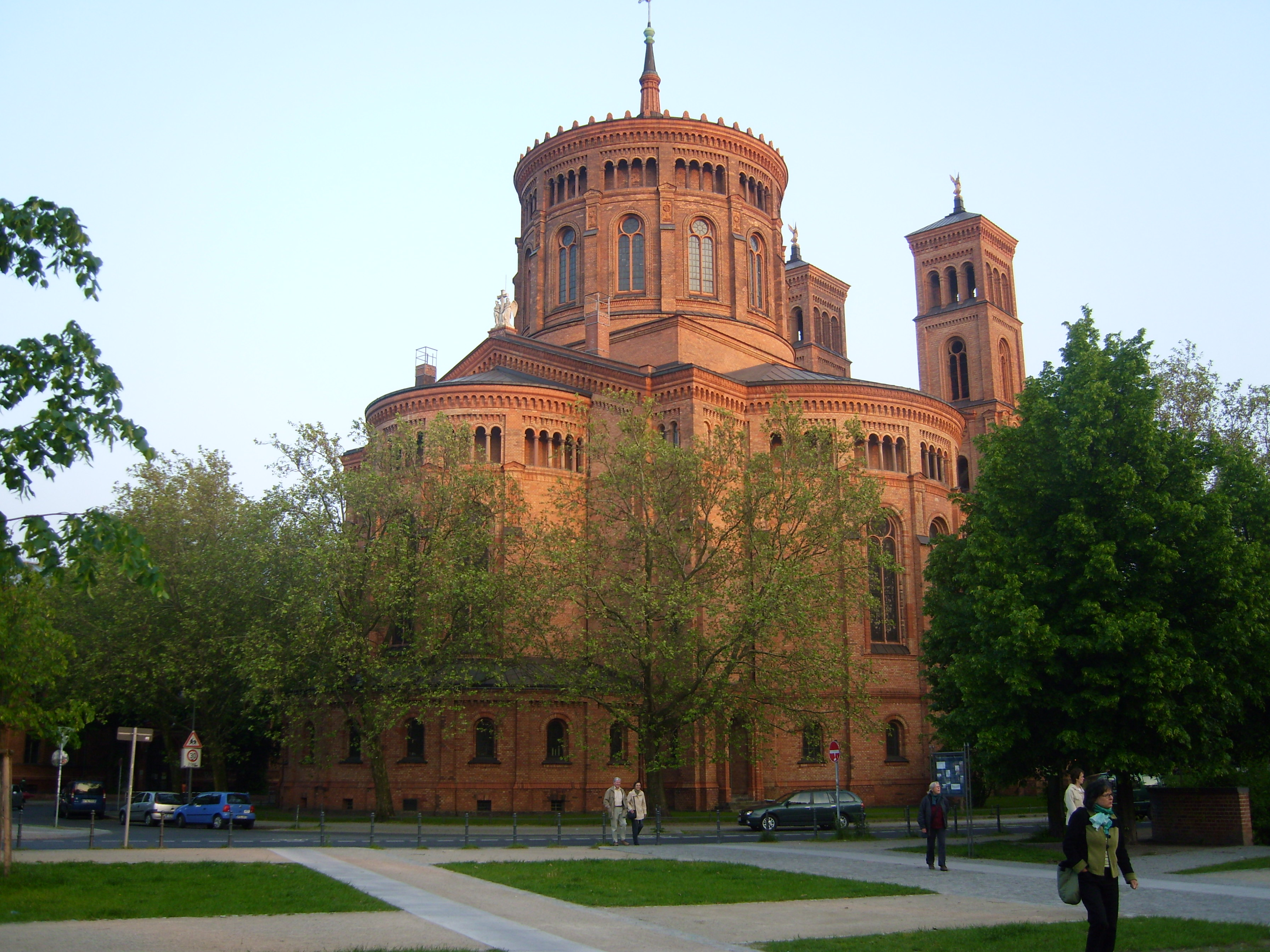
Von Norden: zwei der drei Konchen

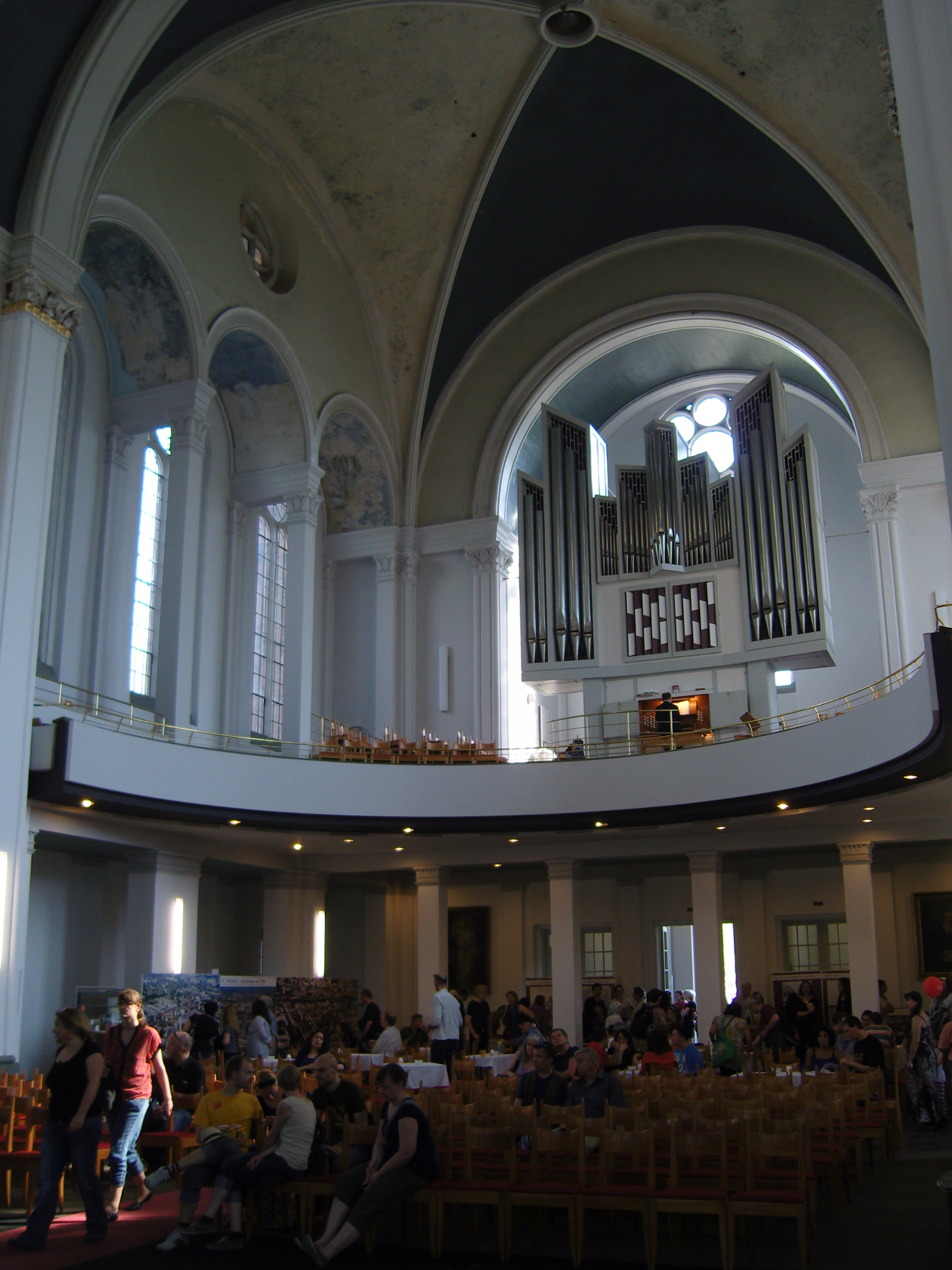
„Langhaus“ mit Seitenschiff und Beckerath-Orgel

Der Gebäudegrundriss besitzt die Form eines lateinischen Kreuzes. Die Gebäudeachse liegt von Südsüdwest (Turmfront) nach Nordnordost (Altar). Über der Vierung erhebt sich ein runder Kuppelturm, der aber heute keine Verbindung zum Innenraum hat. Chor und Kreuzarme sind als Konchen ausgebildet. Diese Bauform des Trikonchus findet sich bei vier der zwölf romanischen Basiliken Kölns und anderen Bauten der Romanik an Rhein und Maas. Die Verwendung von Maßwerk gab es in echter Romanik nicht, ist aber in neuromanischen Bauten nicht selten.
Der runde Grundriss des Vierungsturms ist eher der Renaissance entliehen als mittelalterlicher Romanik. Umlaufende Zwerggalerien waren aber an romanischen Vierungstürmen nicht unüblich.
Das kurze Langhaus hat zu beiden Seiten je ein schmales Seitenschiff von drei Jochen Länge, das auch als Gruppe von „Kapellen“ betrachtet werden kann. Mithin ist diese Kirche auch ein Zwischending von Hallenkirche und Abseitensaal.
In Richtung des Mariannenplatzes hat die St.-Thomas-Kirche zwei 48 m hohe Türme.

## Orgeln

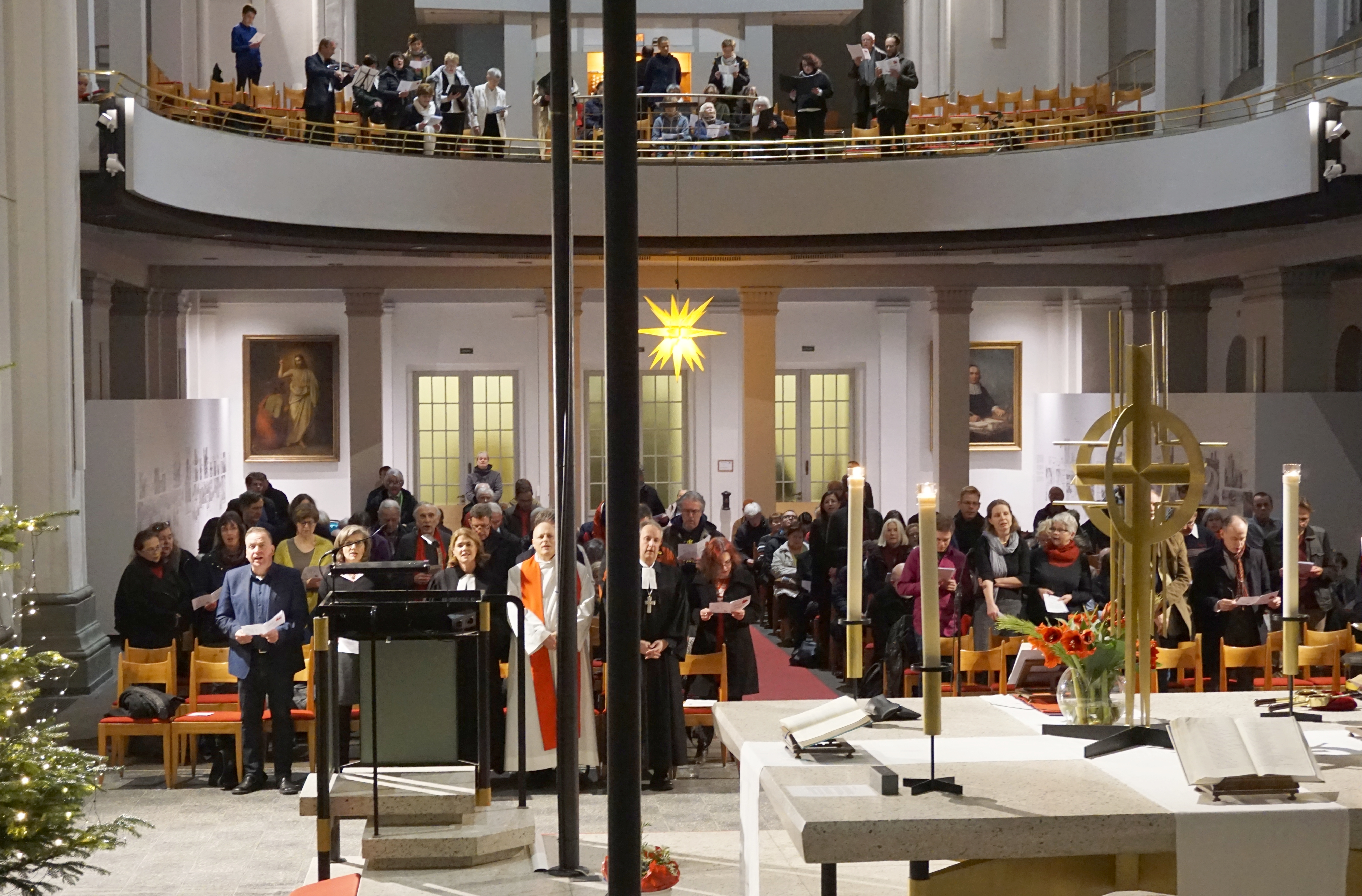
Festgottesdienst 150 Jahre St.-Thomas-Kirche, 21. Dezember 2019

### Sauer-Orgel (1869–1945)
Im Jahre 1869 erbaute die Orgelbauwerkstatt Sauer eine viermanualige Orgel mit 52 Registern als Opus 95. An dieser Orgel war Reinhold Succo Organist. Im Ersten Weltkrieg hat man die Prospektpfeifen zu Rüstungszwecken abgegeben. Im Rahmen einer Neugestaltung von Furtwängler & Hammer im Jahr 1932 wurde die Sauer-Orgel generalüberholt, neu disponiert und die Anordnung der Werke verändert. An dem Umbau wirkten Christhard Mahrenholz und Hans Henny Jahnn mit, die führende Vertreter der Orgelbewegung waren. Der Prospekt von 1869 wurde renoviert und weiterverwendet. Das Werk besaß nunmehr 56 Register auf vier Manualen und Pedal. Während des Zweiten Weltkriegs wurde die Sauer-Orgel bei einem alliierten Luftangriff im Jahr 1944 sehr stark beschädigt und dadurch unspielbar. 1945 wurde sie abgebaut.

### Beckerath-Orgel (1970)
Die derzeitige Hauptorgel wurde 1970 von der Hamburger Orgelbauwerkstatt Rudolf von Beckerath erbaut. Man plante zunächst ein Werk mit 47 Registern auf drei Manualen und Pedal, hat sich letztendlich dann aber auf 25 Register mit zwei Manualen und Pedal geeinigt. Wegen einer Asbestverseuchung im Jahr 1985 wurde die Orgel abgebaut und eingelagert. Mit den abgeschlossenen Arbeiten im Jahr 1999 erfolgte der Wiedereinbau. 1999 und 2018 wurde die Orgel generalüberholt.
Die Beckerath-Orgel besitzt 25 Register auf zwei Manualen und Pedal und hat 1724 Pfeifen. Die Disposition lautet:
| I Hauptwerk C–f3 |        |
| Gedackt          | 16′    |
| Prinzipal        | 8′     |
| Rohrflöte        | 8′     |
| Oktave           | 4′     |
| Hohlflöte        | 4′     |
| Nasat            | 2 ⁄3′  |
| Oktave           | 2′     |
| Terz             | 1 3⁄5′ |
| Mixtur V         | 1 ⁄3′  |
| Trompete         | 8′     |

| II Brustwerk (schwellbar) C–g3 |       |
| Holzgedackt                    | 8′    |
| Rohrflöte                      | 4′    |
| Waldflöte                      | 2′    |
| Quinte                         | 1 ⁄3′ |
| Sesquialtera II                | 1 ⁄3′ |
| Scharf IV                      | 1′    |
| Cromorne                       | 8′    |
| Tremulant                      |       |

| Pedal C–f1      |       |
| Prinzipal       | 16′   |
| Offenflöte      | 8′    |
| Choralbass      | 4′    |
| Nachthorn       | 2′    |
| Rauschpfeife IV | 2 ⁄3′ |
| Posaune         | 16′   |
| Trompete        | 8′    |
| Schalmei        | 4′    |

- Koppeln: II/I, I/P, II/P
- Spielhilfen: Schwelltritt für BW, 5 Setzerkombinationen

### Schuke-Orgel (1957)

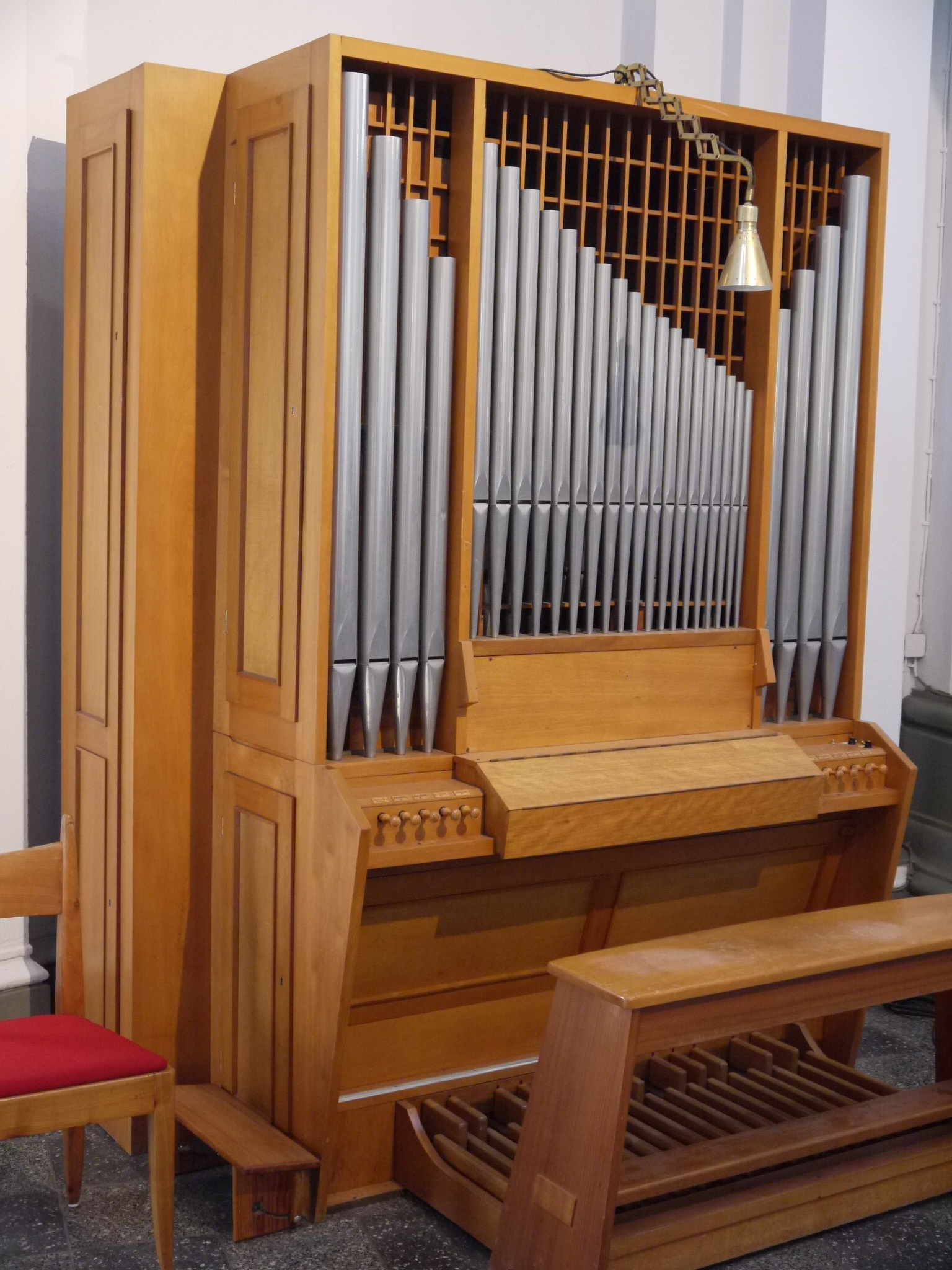
Chororgel

Die von der Berliner Orgelbauwerkstatt Schuke eingebaute Chororgel wurde 1957 als Opus 43 gebaut und 1958 in der Thomaskirche aufgestellt. Sie wurde bis 1987 in der Thomaskirche als Chororgel verwendet, bis sie aufgrund der Asbestverseuchung wieder in das Gemeindehaus zurückversetzt wurde. Dort wurde sie als Hauptorgel für Gottesdienste verwendet. Mit den abgeschlossenen Renovierungsarbeiten in der Thomaskirche wurde das Instrument wieder im Chorraum der Thomaskirche aufgestellt.
Die Schuke-Orgel besitzt sechs Register auf einem Manual und Pedal, die auf geteilten Schleifen (Teilung bei a/b) stehen.
| I Manual C–g3    |       |
| Gedackt B/D      | 8′    |
| Prinzipal B/D    | 4′    |
| Rohrflöte B/D    | 4′    |
| Waldflöte B      | 2′    |
| Sesquialter II D | 1 ⁄3′ |
| Scharff III B/D  | 1′    |

| Pedal C–f1 |     |
| Pommer     | 16′ |

- Koppeln: I/P